# Chủ nghĩa Xã hội thế kỷ XXI

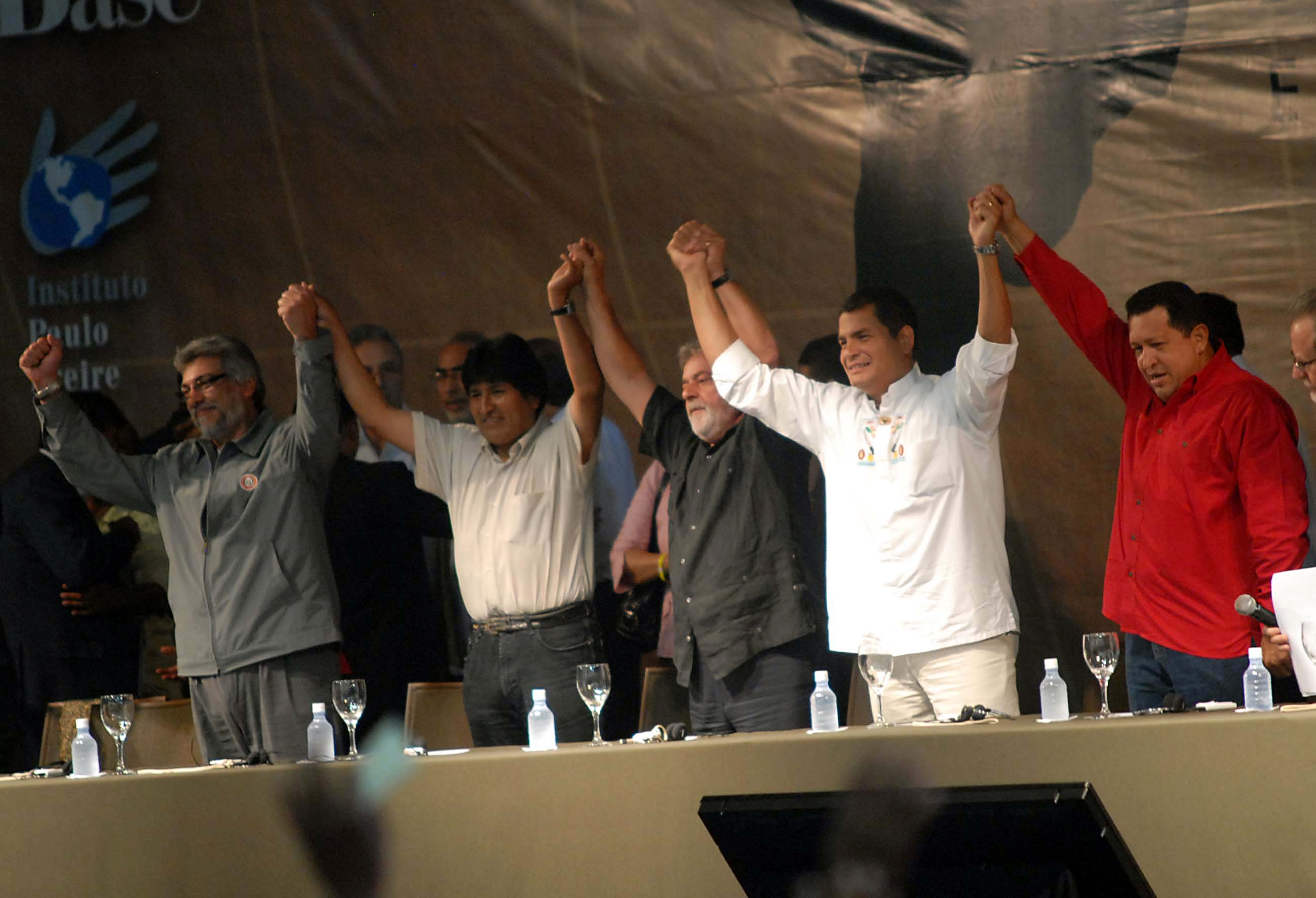
Fernando Lugo (Tổng thống Paraguay), Evo Morales (Tổng thống Bolivia), Lula da Silva (Tổng thống Brazil), Rafael Correa (Tổng thống Ecuador) và Hugo Chávez (Tổng thống Venezuela), tham gia với các thành viên của hội đồng Diễn đàn Thế giới Xã hội Mỹ Latinh và thách thức Khủng hoảng Quốc tế, ngày 29 tháng 1 năm 2009

Chủ nghĩa Xã hội thế kỷ XXI (tiếng Tây Ban Nha: Socialismo del Siglo XXI) là một thuật ngữ chính trị dùng để mô tả việc giải thích các nguyên tắc của chủ nghĩa xã hội chủ trương đầu tiên bởi Heinz Dieterich vào năm 1996 và sau đó là các nhà lãnh đạo Mỹ Latin như Hugo Chávez của Venezuela, Rafael Correa của Ecuador, Evo Morales của Bolivia, và Luiz Inácio Lula da Silva của Brazil. Chủ nghĩa xã hội của thế kỷ XXI cho rằng cả hai thị trường tự do công nghiệp chủ nghĩa tư bản và xã hội chủ nghĩa của thế kỷ XX đã thất bại trong việc giải quyết các vấn đề khẩn cấp của nhân loại, như nghèo khổ, nạn đói, bóc lột, áp bức kinh tế, phân biệt giới tính, phân biệt chủng tộc, sự hủy diệt của các nguồn tài nguyên thiên nhiên, và sự vắng mặt của một nền dân chủ có sự tham gia (Participatory democracy) thực sự. Do đó, vì những điều kiện lịch sử đặc thù của địa phương, chủ nghĩa xã hội của thế kỷ XXI thường trái ngược với các ứng dụng trước đó của chủ nghĩa xã hội ở các quốc gia khác và nhắm tới sự phân cấp nhiều hơn và có sự tham gia của người dân trong quá trình lập kế hoạch kinh tế. Chủ nghĩa Xã hội thế kỷ XXI có những yếu tố xã hội dân chủ, nhưng chủ yếu là giống chủ nghĩa xét lại chủ nghĩa Mác.

## Nền tảng lịch sử
Sau khi Quỹ Tiền tệ Quốc tế chuyển dịch cơ cấu một loạt các khoản vay cho các quốc gia đang phát triển và nợ vào những năm cuối thế kỷ XX, châu Mỹ La tinh đã trải qua một sự gia tăng đáng kể về sự bất bình đẳng. Từ năm 1990 đến năm 1999, hệ số Gini gia tăng ở hầu hết các nước châu Mỹ Latinh. Vật giá gia tăng và lạm phát dẫn đến sự bất mãn. Năm 2000 chỉ có 37% người Mỹ Latin đã hài lòng với các nền dân chủ của họ (20 điểm ít hơn so với châu Âu và 10 điểm ít hơn so với tiểu vùng Sahara châu Phi). Trong bối cảnh này, một làn sóng phong trào chính trị-xã hội cánh tả đòi hỏi cho quyền người thổ dân, cocaleros (người trồng cây coca), quyền lao động, quyền phụ nữ, quyền sử dụng đất, và cải cách giáo dục nổi lên cuối cùng cung cấp động lực cho việc bầu cử các nhà lãnh đạo xã hội chủ nghĩa.
Chủ nghĩa xã hội của thế kỷ XXI dựa trên truyền thống bản địa về quản trị địa phương và các phong trào xã hội chủ nghĩa và cộng sản Mỹ Latinh trước đây, bao gồm những người như Salvador Allende, Fidel Castro, Che Guevara, quân đội Giải phóng Quốc gia Zapatista (ở Chiapas, Mexico), và Mặt trận Giải phóng Quốc gia Sandinista (ở Nicaragua).

## Khái niệm
Cuốn sách đầu tiên có tựa là Chủ nghĩa Xã hội thế kỷ XXI là của Alexander Buzgalin, một nhà Marxist người Nga vào năm 1995, và được dịch ra tiếng Tây Ban Nha năm 2000. Cuốn sách của Heinz Dieterich, giáo sư người Đức dạy tại đại học Mexico, xuất bản một năm sau đó tại Venezuela nhưng từ ngày 30 tháng 1 năm 2005 phổ biến hơn, một phần là nhờ tổng thống Venezuela, Hugo Chávez, đã đề cập tới tại Diễn đàn Xã hội Thế giới lần thứ 5.
Mô hình của Chủ nghĩa xã hội thế kỷ XXI chỉ dựa một phần vào Triết học và lý thuyết kinh tế Mác. Đặc biệt, nền kinh tế tương đương (Economy of Equivalence) là từ một tác giả phi Mác-xít, nhà khoa học Bremen Arno Peters, đã làm nên tên tuổi của ông như là nhà địa lý và sử gia, trước khi ông phát triển lý thuyết về nền kinh tế tương đương (Äquivalenzökonomie).
Và cả các phương pháp cho sự phát triển của nền dân chủ hướng tới một sự tham gia trực tiếp của các công dân thực sự không là tư tưởng Marx, nhưng là một cách tiếp cận lý thuyết dân chủ. Như vậy sự phối hợp các lý thuyết có nguồn gốc khác nhau của Dieterich thành chủ nghĩa xã hội trong thế kỷ XXI có tính cách chiết trung hơn là theo chủ nghĩa Marx.
Heinz Dieterich nói tới trong cuốn sách của ông "chủ nghĩa xã hội thế kỷ XXI" về luận án của Karl Marx, lịch sử của nhân loại là lịch sử của đấu tranh giai cấp. Dieterich phân tích trên tiền đề này, kinh nghiệm hiện tại với chủ nghĩa tư bản và xã hội chủ nghĩa ở Đông Âu mà không còn tồn tại. Cả hai phương pháp không thể giải quyết những vấn đề cấp bách của nhân loại, chẳng hạn như nghèo đói, áp bức, phá hủy các nguồn lực và sự tham gia thực sự của người dân trong việc đưa ra những quyết định trong các nền dân chủ.
Trọng điểm tư tưởng của Dieterich là một yếu tố thiết yếu của lý thuyết tương đương, theo đó sự đóng góp của một người để thu thập và nâng cao sự thịnh vượng trong xã hội không còn được đo theo giá trị trao đổi (= tiền, vốn), mà dựa trên sự cung cấp lao động. Theo đó, một giám đốc hay là chủ sở hữu của một nhà máy chỉ được trả tiền nhiều hơn một trong những anh công nhân, nếu ông đã bỏ ra nhiều thời gian hơn để làm việc. Ở Đức đã có các nhóm trong không gian riêng tư, đang cố gắng để thực hiện điều này.
Ý tưởng cốt lõi thứ hai của Dieterich đề cập đến khả năng được cung cấp bởi Internet cho nền dân chủ: Lần đầu tiên trong lịch sử của nhân loại mỗi người có thể có tất cả các thông tin có sẵn, mà họ cần cho các quyết định chính trị. Không tốn thêm chi phí hoặc trì hoãn, bất cứ loại chính trị quan trọng nào có thể được quyết định với sự tham gia của tất cả các công dân thông qua Internet. Tất cả các lý luận cho tới bây giờ chống lại dân chủ trực tiếp như sự thiếu hiểu biết của người dân, tốn thêm chi phí và chậm trễ bất lợi của các quyết định sẽ trở nên lỗi thời theo Diedrich nhờ có Internet. Do đó theo ông không còn lý lẽ lôgic chống lại dân chủ trực tiếp (Basisdemokratie) hay dân chủ có sự tham gia (Partizipative Demokratie), ngoại trừ vấn đề quyền lực.

## Khác biệt với chủ nghĩa xã hội truyền thống
- Thay vì theo hệ thống chính quyền chuyên chính vô sản, nên xây dựng một nền dân chủ rộng rãi, nơi mọi người dân đều được tham gia vào các quyết định chính trị.[7]
- Theo chủ nghĩa xã hội truyền thống và Học thuyết về Nhà nước của Chủ nghĩa Mác-Lênin, để xóa bỏ sự bóc lột lao động, cần phải xóa bỏ sở hữu tư nhân về các tư liệu sản xuất chủ yếu. Những người xây dựng "Chủ nghĩa xã hội thế kỷ XXI" không cho rằng cần phải nhà nước hóa hoàn toàn tư liệu sản xuất, tất nhiên là ngoại trừ những ngành chiến lược, nhưng họ ủng hộ việc dân chủ hóa tất cả các tư liệu sản xuất, hay nói cách khác là việc phân bổ chúng một cách công bằng.[7]

## Quan điểm Heinz Dieterich

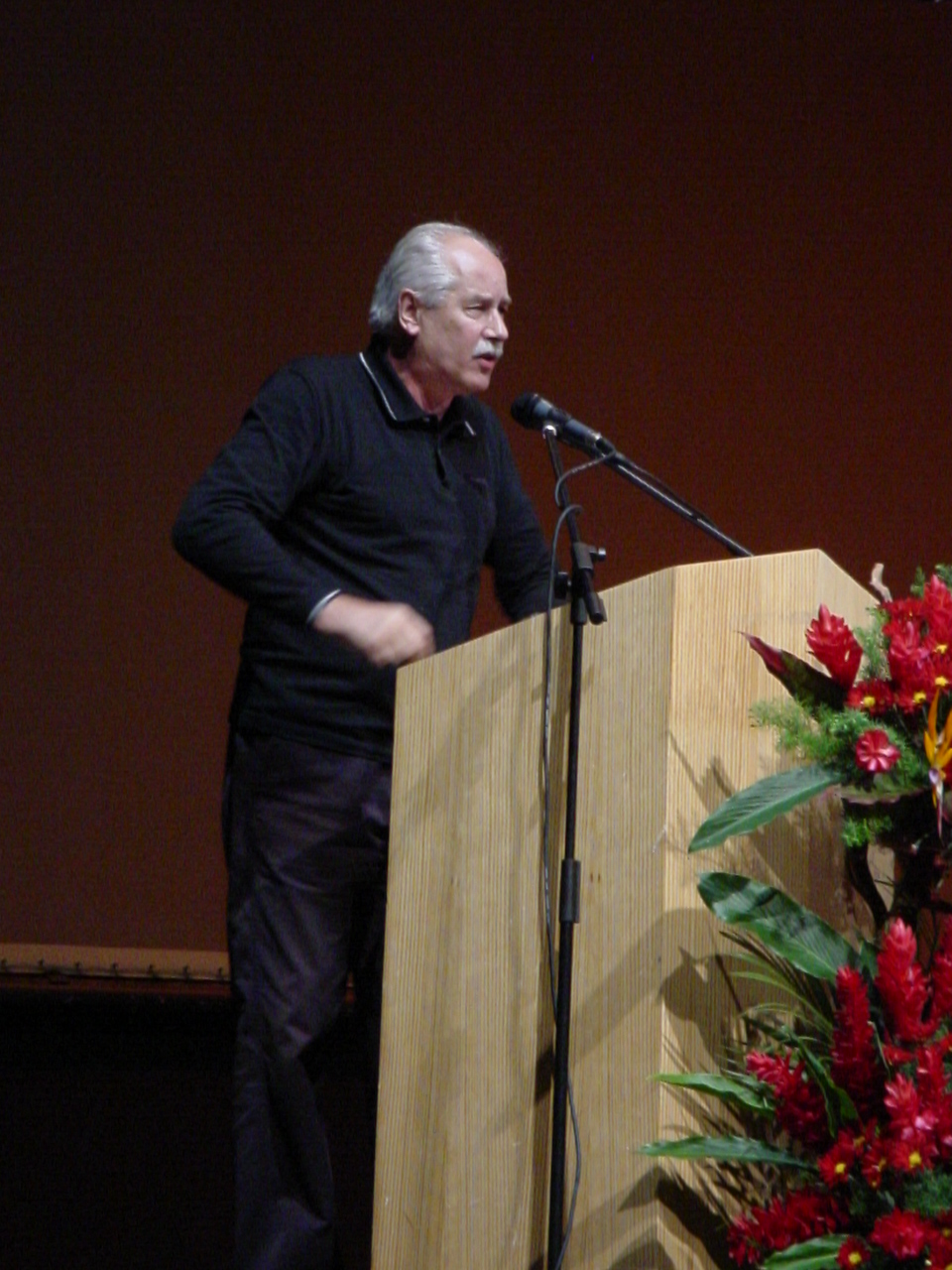
Heinz Dieterich tại Caracas 2005

Heinz Dieterich được xem (không chính thức) là nhà tư tưởng và cố vấn chính trị cho quá trình phát triển Bolivar của Tổng thống Venezuela Hugo Chavez. Theo như Dieterich, "chủ nghĩa tư bản công nghiệp" cũng như "chủ nghĩa xã hội hiện thực " trong quá khứ đã không thành công trong việc giải quyết "các vấn đề khẩn cấp của nhân loại như nghèo đói, bóc lột, đàn áp kinh tế, phân biệt giới tính và phân biệt chủng tộc, hủy hoại tài nguyên thiên nhiên và sự thiếu sót một nền dân chủ mà người dân thực sự tham gia. "  Cả hai hệ thống đã bị "các điều kiện phát triển khách quan áp đảo tương tự". Dieterich nêu ra trong số những vấn đề, việc cần phải tích lũy vốn, chủ nghĩa Ford (việc sản xuất dây chuyền), thị trường thế giới, cuộc cạnh tranh giữa các hệ thống cũng như "các các cấu trúc nhà nước, xã hội và đảng phái phi dân chủ, thu hẹp mức độ tự do của sự phát triển của cả hai hệ thống chống lại ý chí của nhân vật chính của nó một cách không thương tiếc".
Thời đại hiện nay đứng dưới hai "dấu hiệu lịch sử thế giới": "sự cạn kiệt của các dự án xã hội của giai cấp tư sản và của giai cấp vô sản lịch sử và quá trình chuyển đổi hiện tại của văn minh tư sản đến một xã hội thế giới phi tư bản: Nền dân chủ cơ bản phổ quát". Dieterich đòi hỏi việc thiết lập bốn tổ chức cơ bản của thực tế mới của nền văn minh hậu tư bản:
1. Nền kinh tế tương đương phi thị trường, dựa theo Học thuyết giá trị lao động của Marx, được xác định bởi những người trực tiếp tạo ra giá trị, thay vì nguyên tắc thị trường, kinh tế;
2. Dân chủ của đa số, trong đó người dân quyết định các vấn đề xã hội cần thiết;
3. Chính quyền dân chủ cơ sở là đại diện của các lợi ích chung nhưng vẫn bảo vệ các nhóm thiểu số và
4. Công dân với trách nhiệm tự xác định sự hợp lý-đạo đức-thẩm mỹ.[8]

Vì xã hội hiện thời phải được thay thế bởi một hệ thống trái ngược, chương trình của Chủ nghĩa Xã hội thế kỷ XXI cần thiết phải có tính cách cách mạng."
Tuy nhiên khái niệm về nền kinh tế tương đương đã bị Marx chỉ trích trong "Phê phán kinh tế chính trị" cho đó là một sự hiểu lầm. Ông cho là, giá trị vật chất không thể làm cơ sở của một hệ thống kinh tế, bởi vì nó không thể đo lường được.

## Venezuela
Tại Venezuela, Chủ nghĩa xã hội thế kỷ XXI của tổng thống Chavez lấy chủ nghĩa Mác, tư tưởng cách mạng và tiến bộ của Bolivar, tư tưởng nhân đạo Thiên chúa giáo làm nền tảng tư tưởng. Về kinh tế, chủ trương phát triển kinh tế nhiều thành phần, trong đó kinh tế Nhà nước và kinh tế Hợp tác xã giữ vai trò chủ đạo; thực hiện quốc hữu hoá nền kinh tế quốc dân. Về xã hội, thực hiện phân phối công bằng của cải xã hội; giải quyết vấn đề bất bình đẳng và phân hoá giàu nghèo. Về đối ngoại, thúc đẩy khối đoàn kết Mỹ Latinh và quan hệ hữu nghị với tất cả các nước; lấy hợp tác thay thế cạnh tranh; đấu tranh cho một thế giới đa cực và dân chủ.